# Politisk mitt
Politisk mitt eller center (på engelska centrism, ej att förväxla med centrism i marxistisk terminologi) är en politisk beteckning på partier eller åsikter som inte anses vara tydligt till höger eller vänster på den politiska skalan utan någonstans där emellan. Mittenpartier balanserar typiskt ekonomisk frihet mot sociala skyddsnät med en blandning mellan å ena (vänstra) sidan statlig interventionism för att säkerställa social rättvisa och jämlikhet, och å andra (högra) sidan kapitalistisk rättvisa och marknadsekonomisk effektivitet. Mittenpartier motsätter sig förändringar som skulle medföra ett tydligt skifte åt antingen höger eller vänster i samhället. Begreppet är kontextberoende och varierar över tid.

## Definitioner
Den politiska mitten kan ses som en inplacering på en politisk skala som utanförstående betraktare kan hålla med om, snarare än partiers egna uttalanden av typen "vi är varken höger eller vänster" eller "vi står utanför den politiska skalan", vilka oftast har taktiska syften när det gäller att söka väljarstöd, jämför tredje positionen. Ett mittenparti är ett politiskt parti som anses ligga vid mitten av den klassiska höger–vänster-skalan; partier nära den politiska mitten betecknas som mitten-vänster (med mer socialdemokratiska eller socialliberala inslag) eller mitten-höger (med mer högerliberala eller borgerliga inslag).
| Extremist           | Kommunist           | Socialist | Liberal | Konservativ | Nationalist       | Extremist         |
|                     |                     |           |         |             |                   |                   |
| längst till vänster | längst till vänster |           |         |             | längst till höger | längst till höger |

Mitten-vänster brukar ofta representeras av politik som strävar efter social jämlikhet utan att förändra det etablerade samhällssystemet medan mitten-höger innefattar politik som strävar efter ökad frihet för individen från samhällets ingripande. Att undvika kraftigt polariserande politiska åsikter och en ovilja mot blockpolitik och politisk extremism (såväl höger som vänster) kan möjligen betraktas som en typisk mittenhållning. Väljare har identifierat sig med mittenpartier av olika anledningar, inklusive deras pragmatism (brist på ideologisk dogmatism och radikala åsikter) men även av statistiska anledningar.
Under senare delen av 1800- och början av 1900-talet betecknades liberala partier som politisk vänster. Från 1900-talet och framåt har begreppet politisk vänster i Europa kommit att bli i stort sett synonymt med olika former av socialdemokratiska och andra socialistiska partier. Liberala partier inkluderas därför inte längre i begreppet, utan betecknas ofta istället som politisk mitt. Detta på grund av att liberalismens progressiva socialpolitik, alltså individuella fri- och rättigheter för alla samhällsgrupper och strävande efter att erbjuda lika möjligheter för alla, i den offentliga debatten vunnit allmänt erkännande från både höger och vänster, samtidigt som den genom sitt stöd för marknadsekonomi snarare än ekonomisk jämlikhet ligger närmare den politiska högern.

## Exempel
Vid olika tidpunkter och i olika länder har exempelvis socialliberala, socialdemokratiska och kristdemokratiska partier och politiker betraktats som "i mitten" och det är därför svårt att ange några typiska politiska mittenåsikter enbart utifrån hur partierna själva betecknar sig.  

### Sverige
I Sverige har Miljöpartiet Sverigedemokraterna och Kristdemokraterna åtminstone tidvis valt att inte positionera sig enlig höger-vänster-skalan. Centerpartiet och Liberalerna har beskrivits som mittenpartier. Socialdemokraternas pragmatiska blandekonomi har ibland beskrivits som mittenpolitik. 
Enligt en utvärdering utförd av Valforskningsprogrammet vid Göteborgs Universitet 2020, var det endast två av Sveriges riksdagspartier som då kunde betecknas som politisk mitt:
- Centerpartiet
- Liberalerna

### USA
I USA täcker Demokratiska partiet ideologiskt alltifrån socialliberala till liberalkonservativa ståndpunkter men ses som "vänster" då det oftast bara jämförs med Republikanska partiet, och vad som då i den nationella politiska debatten anses vara "mitten" skiljer sig därför från hur partierna ses ur en europeisk synvinkel.[källa behövs]